# Hipólito Vieytes
Hipólito Vieytes (San Antonio de Areco, gobernación de Buenos Aires; 12 de agosto de 1762 - San Fernando; 5 de octubre de 1815) fue un comerciante, militar, periodista y político argentino, precursor del liberalismo económico en su país.

## Biografía
Fue el hijo de Juan Vieytes y Barreyro, natural de San Adrián de Vilariño –Galicia– y Petrona Mora Fernández de Agüero, nacida en Buenos Aires. Se casaron en 1754 y cuatro años después el matrimonio se domiciliaba en San Antonio de Areco, atraídos por el cura párroco de la localidad que era tío de doña Petrona. Su casa familiar estaba ubicada en el 133 de la Calle Real (hoy calle Ruiz de Arellano) en frente a la plaza central. 
En el censo de 1778 la familia Vieytes ya estaba radicada en Buenos Aires y en el padrón se indicaba que el hogar estaba conformado por “Juan, el padre, de 52 años; Petrona, la madre de 38 años; y sus vástagos: María Isabel, de 20; Vicente, de 19; Hipólito, de 16; Ramón, de 14; y Gregorio, el menor, de 4 años”.

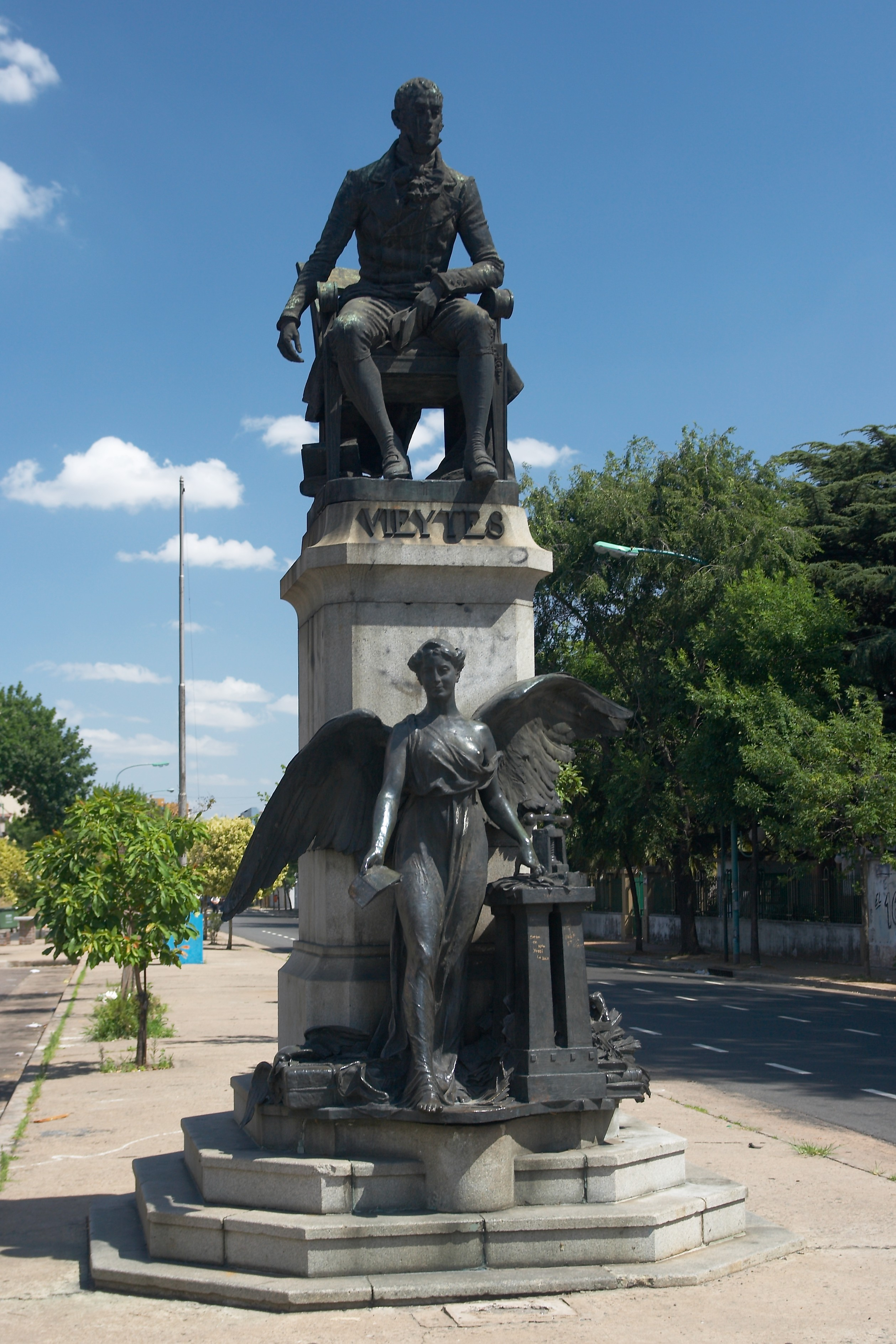
Monumento a Hipólito Vieytes en Buenos Aires. Obra del escultor José Llaneces.

Siendo todavía un pequeño niño, su familia se mudó a Buenos Aires e inscribió a él y a su hermano en una escuela jesuita, el Real Colegio de San Carlos.
Se casó con Josefa Torres y adoptó dos hijos: Carlota Joaquina y José Benjamín.
Participó en las Invasiones Inglesas de los años 1806 y 1807 y durante la Reconquista de Buenos Aires, logrando el grado militar de capitán.
Comenzó a actuar en política y la introdujo en su vida social, formó parte de las llamadas "tertulias" —reuniones en salones de casas privadas donde se conversaba sobre distintos temas. En Buenos Aires, una de las sedes más conocidas de estas reuniones en la primera década del siglo XIX, fue la llamada "jabonería de Vieytes", en lo que era una fábrica de jabón perteneciente a Nicolás Rodríguez Peña y a Hipólito Vieytes. Allí se reunían los patriotas desde 1809, donde debatían las ideas que luego darían inicio a la futura revolución. La jabonería se habría erigido en la esquina de las actuales calles Tacuarí y Venezuela, aunque otras fuentes la ubican en la calle México 1050 al 1068.
En los años siguientes formó parte del carlotismo, partido político que pretendía coronar a Carlota Joaquina de Borbón como regente, en nombre del rey Fernando VII en el Virreinato del Río de la Plata.
También fue periodista y fundador del segundo periódico impreso que se publicó en Buenos Aires entre 1802 y 1807, el Semanario de agricultura, industria y comercio. En su periódico firmó con el seudónimo "Su apasionado H." y con el anagrama de Juan Ipólito como Julián Topio, 

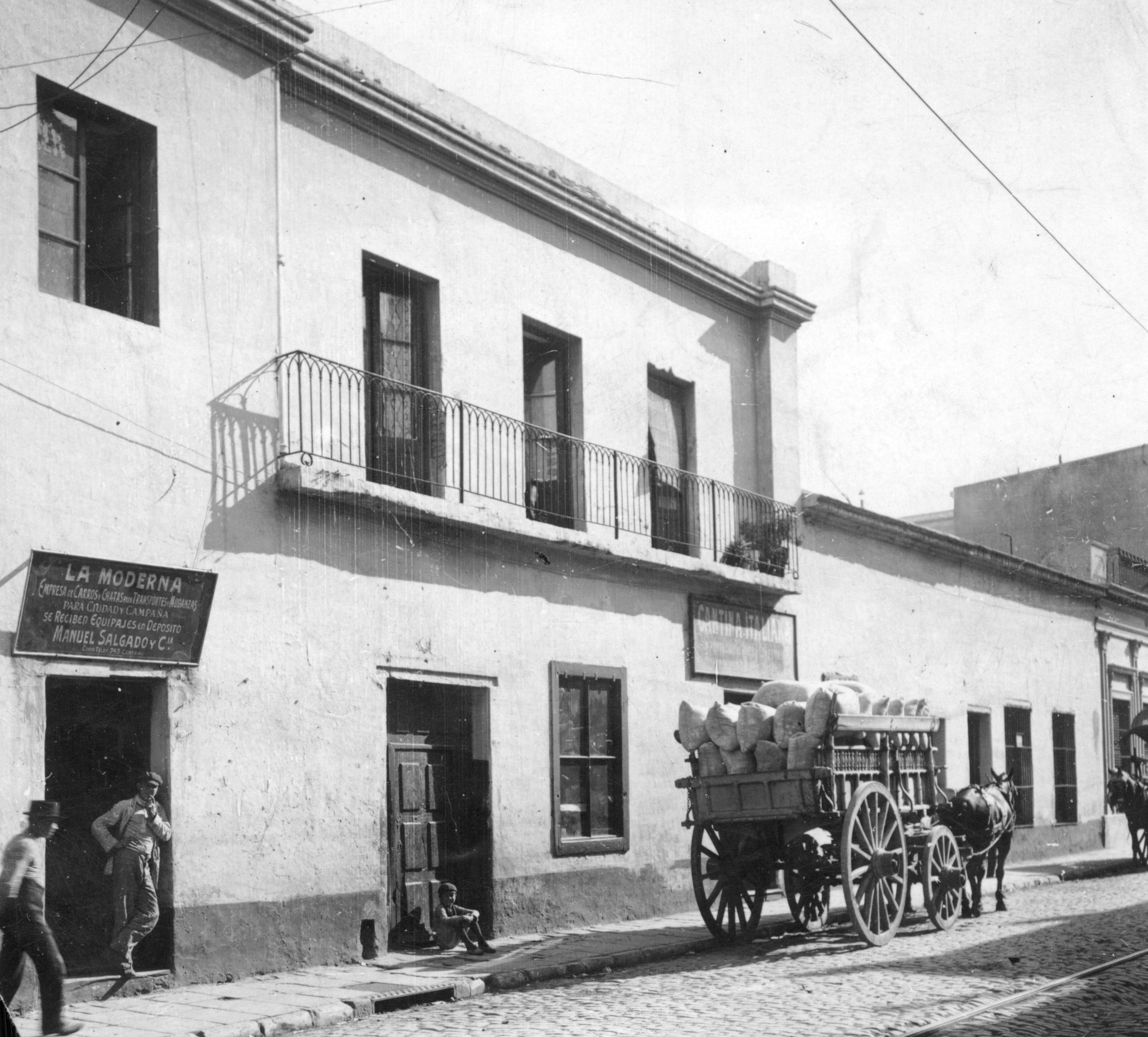
Jabonería de Vieytes sobre la calle México al 1506.

En 1810 apoyó la Revolución de Mayo y asistió al cabildo abierto del 22 de mayo. Fue nombrado comisionado de la Junta Provisional Gubernativa, cargo del que fue separado por negarse a fusilar a Santiago de Liniers. Tras el fallecimiento de Mariano Moreno, lo reemplazó como secretario de la Junta Grande, hasta 1811. Desde ese cargo desconoció al virrey Elío, asentado en Montevideo, prohibió el comercio con la costa oriental del Río de la Plata, suspendió el confinamiento a los españoles y fomentó el alistamiento de hombres entre 14 y 45 años, entre otras medidas.
Fue miembro de la "Sociedad Patriótica", asociación de revolucionarios rioplatenses creada por Manuel Moreno en marzo de 1811, con el fin de proclamar la independencia del Río de la Plata. Compartió estas ideas junto a otros morenistas como Juan Larrea, Agustín José Donado, Juan José Paso, Domingo French, Julián Álvarez y Nicolás Rodríguez Peña, entre otros.
Producto de la revolución del 5 y 6 de abril de 1811, varios dirigentes morenistas, incluidos Hipólito Vieytes, su hermano el sacerdote Ramón Vieytes, el coronel Domingo French, el teniente coronel Antonio Luis Beruti, Gervasio Antonio de Posadas y Agustín José Donado, fueron condenados al destierro, siendo trasladados inmediatamente a la Villa de Luján. Algunos de ellos fueron traspasados a la Guardia de Luján, hoy Mercedes. A fines de ese año, sin embargo, una revuelta del partido derrocado en abril llevó a la conformación del Primer Triunvirato, que ordena la libertad de los desterrados. Vieytes no se apuró a llegar a la capital, y solamente al año siguiente se incorporó al gobierno como miembro de la Cámara de Apelaciones, que reemplazó a la Real Audiencia, junto con Larrea. Participó de la Asamblea del año XIII, fue intendente general de policía en Buenos Aires y redactó su reglamento. Aliado de Carlos María de Alvear, con la caída de éste en abril de 1815, fue procesado por abuso en la administración pública y se lo desterró a San Fernando, se le trabó embargo de sus bienes, y se le levantó inventario de su biblioteca. Por orden del nuevo director supremo Ignacio Álvarez Thomas el proceso fue suspendido por su delicada salud. Vieytes falleció en su destierro de San Fernando pocas semanas más tarde, en octubre de 1815.
Su hijo José Benjamín estudió en la Universidad de Buenos Aires, graduándose de doctor en medicina en el año 1827; fallecería a los 40 años de edad en San Miguel de Tucumán, el 25 de febrero de 1839).
La localidad bonearense de Vieytes homenajea a este precursor de la Independencia.